# KARI 30톤급 로켓엔진
KARI 30톤급 로켓엔진(KRE-030)은 한국항공우주연구원에서 개발한 진공추력 30톤급 액체 로켓 엔진으로, 엔진수준의 제작은 이루어지지 않았고 단품수준 즉, 연소기, 가스발생기, 터보펌프의 제작/성능시험을 완료하고 터보펌프와 가스발생기를 조합한 파워팩 성능시험을 마치고 종료하였다.

## 설계
30톤급 로켓엔진은 추진체로 액체 산소와 항공용 등유의 일종인 Jet A-1을 사용한다.
나로호는 1단을 러시아 흐루니체프사가 제작한 만큼 러시아제 등유(케로신)를 연료로 썼다. KSLV-II 누리호는 SK이노베이션이 제조하는 항공 등유인 제트유(Jet A-1)를 연료로 쓸 계획이다. 
연료 공급을 위해 터보펌프를 이용하며, 연료 과농 상태에서 작동하는 가스 발생기를 사용하여 터보펌프를 구동하는 가스 발생기 사이클을 사용한다. 연소기가 과열되는 것을 막기 위해 사용하지 않은 연료를 연소기 외벽을 통과시켜 냉각하는 재생냉각 방식을 사용하며, 연소기의 초기 점화방식으로는 트리에틸알루미늄(TEA)과 산화제를 이용한 자연발화 방식을 사용한다.

## 개발
2002년 항공우주연구원에서는 최초의 액체 연료 로켓인 KSR-3를 개발하였다. KSR-3에 사용된 엔진은 기존의 KSR-1, KSR-2가 고체연료를 사용한 것과 달리 가압식 사이클을 사용하는 추력 13톤급 엔진이었다. 그 후 대한민국은 KSR 계획을 종료하고, 이 13톤급 액체연료엔진 KRE-013을 개발한 기술로 새로운 발사체를 자력으로 개발하는 KSLV 계획을 시작하였다. 초기에는 KSLV-1의 엔진을 KSR-3의 엔진을 여러개 묶어 개발할 예정이었으나, 가압식 사이클이 가지는 추력의 한계와 러시아의 기술 이전 가능성을 이유로 새로운 터보펌프식 엔진을 개발하기로 하였다.
나로호 개발과정 초기에는 30톤엔진을 사용한 국내 개발안(1단 30톤엔진 4기 클러스터링, 2단 30톤엔진 1기, 3단 5톤 가압식 엔진)과 국제협력안이 병행되어 진행되었다. 나로호의 개발 전략이 국내개발 대신 러시아와 협력하여 진행하기로 확정된 뒤에도 핵심기술 확보를 위해 30톤급 엔진의 개발이 지속되었다. 엔진시스템 개발시험을 위한 단품수준의 시제품 개발을 완료하였고 터보펌프-가스발생기 연계시험을 완료하였으나, 한국형발사체에 사용될 KARI 75톤급 로켓엔진의 개발이 필요해짐에 따라 30톤급 엔진 시스템까지는 시험하지 않고 75톤급 엔진 개발에 주력하기로 하였다. 30톤급 엔진을 개발하면서 얻은 성과는 75톤급 엔진 개발에 매우 효율적으로 적용되었다.

## 북한
북한이 발사한 대포동 2호는 추력 30톤급 엔진 4개를 묶어 120톤이라고 알려져 있다. KRE-030은 단일 엔진으로 추력 30톤이지만, 대포동 2호 1단 엔진은 추력 27톤의 노동 미사일 엔진에 추력 3톤 보조엔진을 부착해서 30톤이라고 한다.
- 대포동 2호, 2006년 7월 5일 발사
- 은하 2호, 2009년 4월 5일 발사
- 은하 3호, 2012년 4월 13일 발사, 실패
- 은하 3호, 2012년 12월 12일 발사
- 광명성호, 2016년 2월 7일 발사

## 같이 보기
- KARI
- 터보펌프
- KARI 75톤급 로켓엔진
- KSLV-II - 한국형발사체
- RD-0124
- SS-8 ICBM